# 5 Pułk Ułanów Imienia Zamojskich

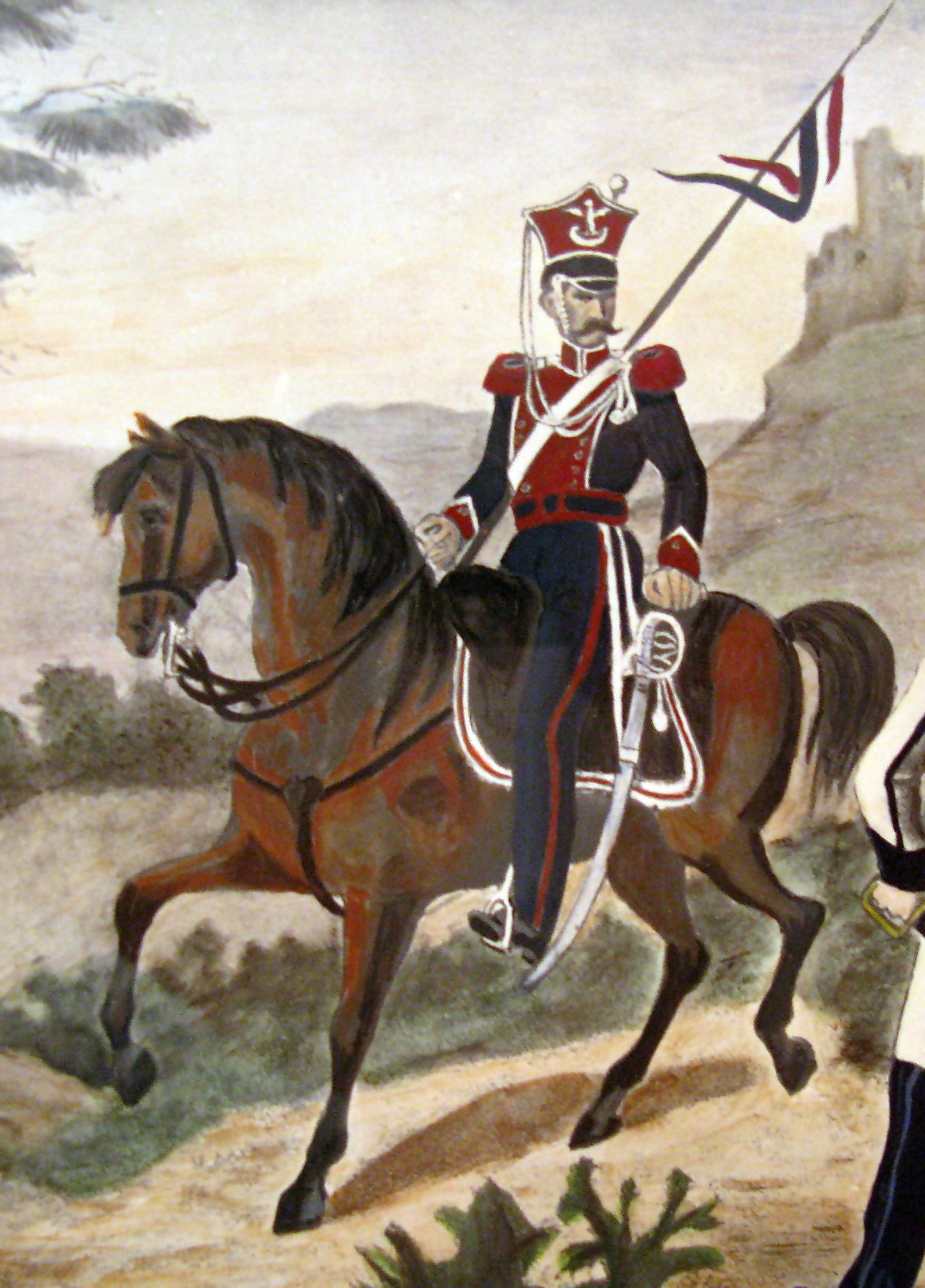
Ułan 5 p.uł.

5 Pułk Ułanów Imienia Zamojskich – pułk jazdy polskiej okresu zaborów.
Sformowany w grudniu 1830 w znacznej części kosztem hrabiego Konstantego Zamojskiego w Warszawie.

## Żołnierze pułku
Pułkiem dowodzili
- ppłk / płk Stanisław Gawroński (od 24 XII 1830)
- ppłk / płk Ignacy Marceli Kruszewski (od 4 VI 1831)
- ppłk Feliks Kleszczyński (od 1 IX 1831)

## Walki pułku
Pułk brał udział w walkach w czasie powstania listopadowego.
Bitwy i potyczki:
- Kobierno (10 lutego)
- Grochów (25 lutego)
- Dębe Wielkie (31 marca)
- Kałuszyn, Stanisławów (1 kwietnia)
- Kołacz (21 kwietnia)
- Mińsk (26 kwietnia)
- Rudki (20 maja)
- Ostrołęka (26 maja)
- Radzymin (23 czerwca)
- Koło (3 sierpnia)
- Młynarze (15 sierpnia)
- Gołaszyn, Siedlce (28 sierpnia)
- Międzyrzec (29 sierpnia)
- Łuków (11 września)
- Kurów (12 września)
- Opole (15 września)

Pułk otrzymał 15 krzyży złotych i 14 srebrnych.